# Пакт (телесериал)
«Пакт» (англ. The Pact) — британский драматический телесериал, создателем и сценаристом которого является Пит Мактай. Производством сериала занималась компания Little Door Productions; съёмки проходили в Южном Уэльсе. Премьера «Пакта» на телеканале BBC One состоялась 17 мая 2021 года. 6 апреля 2022 года было объявлено о создании второго сезона с новыми актёрами и сюжетом, премьера которого состоялась 24 октября.

## Сюжет

### Сезон 1
Четыре подруги — Анна, Нэнси, Кэт и Луи — работают на семейной пивоварне в Уэльсе. Владелец предприятия недавно вышел на пенсию и назначил руководителем предприятия своего сына Джека. Джек — кокаиновый наркоман, который с презрением относится к своим сотрудникам. Во время празднования столетнего юбилея пивоварни подруги похищают пьяного и обдолбанного Джека и отвозят его в лес. Они фотографируют его в раздетом виде и уходят. Когда подруги возвращаются, чтобы проведать Джека, то обнаруживают, что он мёртв. Они заключают соглашение хранить в тайне свою причастность к произошедшему.

### Сезон 2
Кристина, социальный работник, и её дети Уилл, Джейми и Меган пытаются пережить смерть четвёртого ребёнка в семье, Лиама, из-за передозировки. Однако в город приезжает незнакомец, заявляющий о своей связи с каждым из них, что проверяет семью на преданность.

## Актёры и персонажи

### Сезон 1
- Лора Фрейзер — Анна, сотрудница пивоварни, жена Макса, мать Райана и Тамзин.
- Джули Хесмондал[англ.] — Нэнси, сотрудница пивоварни, жена Ричарда.
- Эйри Томас — Луи, сотрудница пивоварни, сестра Арвела и тётя Джека.
- Хеледд Гвин — Кэт, сотрудница пивоварни.
- Эдди Марсан — Арвел, бывший руководитель пивоварни.
- Джейсон Хьюз[англ.] — Макс, офицер полиции, муж Анны, отец Райана и Тамзин.
- Анайрин Барнард — Джек, новый руководитель пивоварни.
- Эдриэн Эдмондсон[англ.] — Ричард, муж Нэнси.
- Раки Айола[англ.] — детектив-сержант Холланд.
- Габриэль Криви[англ.] — Тамзин, дочь Анны и Макса, сестра Райана.
- Алед ап Стеффан — Райан, сын Анны и Макса, брат Тамзин
- Эбби Херн — Тиш, сотрудница пивоварни.
- Александрия Райли — детектив-констебль Энфорд.
- Марк Льюис Джонс — отец Мартин.

### Сезон 2
- Раки Айола — Кристина Рис
- Джордан Уилкс — Коннор
- Мали Энн Рис — Меган Рис
- Ллойд Эверитт — Уилл Рис
- Аарон Энтони — Джейми Рис
- Лиза Пэлфри[англ.] — Бет
- Джейкоб Иван[англ.] — Гетин
- Ребекка Мюррелл — Саманта
- Кристи Филлипс — Кейла
- Кристиан Паттерсон — Джо
- Мэттью Гравель[англ.] — сержант Притчард
- Элизабет Беррингтон — Кейт
- Каллум Хаймерс — Оуайн
- Хью Новелли — Ллойд
- Ник Хайвэлл — Алекс
- Марша Миллер — Кэрол
- Стивен Макинтош — Гарри
- Кайлен Люк — Альфи[4]

## Эпизоды

### Сезон 1 (2021)
| № | Название                      | Режиссёр        | Автор сценария | Дата премьеры | Зрители (млн) |
| --- | ----------------------------- | --------------- | -------------- | ------------- | ------------- |
| 1 | «Первая серия» «Episode 1»    | Эрик Стайлз     | Пит Мактай     | 17 мая 2021   | 7,54          |
| Четыре подруги, работающие на пивоварне Evans Brewery, отправляются на вечеринку в честь 100-летия предприятия. После окончания вечеринки они видят, как их надменный и жестокий молодой босс Джек пытается приставать к одной женщине. Подруги похищают его и бросают в лесу. Через некоторое время они возвращаются к Джеку и находят его труп. |                               |                 |                |               |               |
| 2 | «Вторая серия» «Episode 2»    | Эрик Стайлз     | Пит Мактай     | 18 мая 2021   | 6,88          |
| Подруг допрашивает полиция, но они ничего не говорят о своей причастности к произошедшему. Макс, муж Анны Макс и офицер полиции, участвует в расследовании. Каждой из подруг на телефон поступает SMS от вымогателя с требованием заплатить ему деньги за молчание, и они собирают необходимую сумму.                                             |                               |                 |                |               |               |
| 3 | «Третья серия» «Episode 3»    | Эрик Стайлз     | Пит Мактай     | 24 мая 2021   | 5,44          |
| Анна скрывает от Макса правду о том, почему она забрала все сбережения с их совместного банковского счёта. После того как шантажист требует ещё денег, Анна узнаёт, кто это. |                               |                 |                |               |               |
| 4 | «Четвёртая серия» «Episode 4» | Ребекка Джонсон | Пит Мактай     | 25 мая 2021   | 5,31          |
| Благодаря записям с камер видеонаблюдения полиция узнаёт, что в ночь убийства Джека машина Нэнси ехала в направлении леса. |                               |                 |                |               |               |
| 5 | «Пятая серия» «Episode 5»     | Ребекка Джонсон | Пит Мактай     | 31 мая 2021   | 4,53          |
| Нэнси сажают под арест в полицейском участке. Анну и других подруг допрашивают. |                               |                 |                |               |               |
| 6 | «Шестая серия» «Episode 6»    | Ребекка Джонсон | Пит Мактай     | 1 июня 2021   | 4,48          |
| Становится известно, кто убил Джека. |                               |                 |                |               |               |

### Сезон 2 (2022)
| № | Название                      | Режиссёр              | Автор сценария | Дата премьеры   |
| - | ----------------------------- | --------------------- | -------------- | --------------- |
| 1 | «Первая серия» «Episode 1»    | Николь Волавка        | Пит Мактай     | 24 октября 2022 |
| 2 | «Вторая серия» «Episode 2»    | Николь Волавка        | Пит Мактай     | 31 октября 2022 |
| 3 | «Третья серия» «Episode 3»    | Николь Волавка        | Пит Мактай     | 7 ноября 2022   |
| 4 | «Четвёртая серия» «Episode 4» | Кристиана Эбохон-Грин | Джой Уилкинсон | 14 ноября 2022  |
| 5 | «Пятая серия» «Episode 5»     | Кристиана Эбохон-Грин | Джой Уилкинсон | 21 ноября 2022  |
| 6 | «Шестая серия» «Episode 6»    | Кристиана Эбохон-Грин | Пит Мактай     | 28 ноября 2022  |

## Критика
Ребекка Николсон в отзыве для The Guardian дала первому сезону 3 звезды из 5, отметив «звёздный актёрский состав и намёк на тайну». Критик The Independent Шон О’Грейди подарил 4 звезды из 5, похвалив «сильный» сценарий и актёров, но заявил, что «завязка кажется натянутой». Анита Сингх из The Daily Telegraph написала схожим образом о сезоне, назвав его «валлийской „Большой маленькой ложью“», где «реализм не стоял в приоритете».
Элисон Роуат в The Herald второй сезон показался «таким же захватывающим, как первый». Джеспер Рис из The Daily Telegraph раскритиковал саундтрек, «который постоянно выдаёт на заднем плане скучные мрачные аккорды, что-то вроде музыкального облачного покрова», а «съёмки в таких живописных местах, таких как Пенарт и Маргамское аббатство, похоже, проходили под самым серым небом Гламоргана».